# Widuchówko
Widuchówko (niem. Forsterei Fiddichow) – kolonia w Polsce położona w województwie zachodniopomorskim, w powiecie gryfińskim, w gminie Widuchowa. Miejscowość wchodzi w skład sołectwa Krzywin.
31 grudnia 2008 kolonia miała 1 mieszkańca.
W latach 1975–1998 miejscowość należała administracyjnie do województwa szczecińskiego.